# Albrecht Dezső
Albrecht Dezső (Bánffyhunyad, 1908. február 26. – Párizs, 1976. szeptember 6.) ügyvéd, politikus, újságíró.

## Életpályája
Édesapja Albrecht Lajos ügyvéd, a Kalotaszegi Református Egyházmegye főgondnoka, a helyi Népbank igazgatóságának elnöke volt, aki – főleg – a trianoni békeszerződést követő években, 1923-ban bekövetkezett haláláig élénken részt vett Erdély a politikai életében (elsősorban az Erdélyi Néppárt, a Magyar Szövetség és az Országos Magyar Párt szervezésében).
Albrecht Dezső kolozsvári református kollégiumban érettségizett, majd a kolozsvári I. Ferdinánd Tudományegyetemen szerzett 1936-ban államtudományi doktori címet és tett le ügyvédi szakvizsgát.
1936-től szülővárosában tevékenykedett ügyvédként, egyúttal szerkesztette a Kolozsváron megjelenő Hitel című folyóiratot (1944-ig). 1937-ban tagja volt a Vásárhelyi találkozó előkészítő bizottságának. 1938-tól a Kalotaszegi Református Egyházmegye gondnoka. 1939–40-ben a Magyar Népközösség vezetőségi tagja, társadalmi szakosztályának titkára. Észak-Erdély visszacsatolása után behívott képviselő a magyar Országgyűlésben (1940–1944), és közben Erdélyi Párt ügyvezető alelnöke (1941–1944). Egyik fő szervezetője volt az 1940 után Kolozsváron megalakult Erdélyi Körnek.
1944 szeptemberétől Budapesten élt. A nyilas hatalomátvétel után lemondott képviselői mandátumáról, nem követte a képviselőházat Sopronba, s amikor erre válaszul katonai behívót kapott, illegalitásba vonult.
A második világháború után Románia háborús bűnösnek nyilvánította és 1947-ben kiadatását kérte, ezért a letartóztatás elől külföldre menekült, és Párizsban telepedett le. Belső munkatársa lett az 1947–1952 között Párizsban szerkesztett Nyugati Hírnöknek. 1950-től 1955-ig szerkesztette és kiadta az Erdélyi Szemle című lapot. Írásai megjelentek a Katolikus Szemlében és az Új Látóhatárban is.
1951-től 1953-ig a Szabad Európa Rádió munkatársa volt, majd 1954-től a strasbourgi székhelyű Szabad Európa Bizottság tanulmányi igazgatója. Ebben a minőségében az intézmény magyar ösztöndíj-programjának vezetője, később – annak megszűnéséig, 1966-ig pedig – az általános ösztöndíj-program adminisztrátora volt.
1976-ban Párizsban hunyt el. A párizsi Montparnasse-i temetőben, a három évvel korábban meghalt élettársa, Doblhoff Lily mellé helyezték örök nyugalomra; sírjukat Szervátiusz Jenő faragta kopjafa jelzi.